# Beate Wischer
Beate Wischer (* 1969) ist eine deutsche Erziehungswissenschaftlerin.

## Leben
Von 1989 bis 1995 studierte sie für das Lehramt der Sekundarstufe I/II in den Fächern Biologie und Pädagogik an der Universität Bielefeld, Abschluss mit dem 1. Staatsexamen. Nach der Promotion 2002 an der Fak. für Pädagogik in Bielefeld (Gutachter: Klaus-Jürgen Tillmann/Wilhelm Heitmeyer) war sie von 2003 bis 2005 Referendarin im Studienseminar für das Lehramt der Sek. I/II in Bielefeld; Ausbildungsschule: Martin-Niemöller-Gesamtschule, Abschluss mit dem 2. Staatsexamen. Von 2008 bis 2016 war sie Professorin für Schulpädagogik mit dem Schwerpunkt Schulforschung/Schultheorie an der Universität Osnabrück. Seit 2016 ist sie Professorin für Erziehungswissenschaft mit dem Schwerpunkt Profession und Organisation im Kontext von Inklusion an der Universität Bielefeld.